# Dadna
Dadnah o Dadna o Dhadnah (àrab: ضدنا, Ḍadnā) és el nom de la regió nord de l'emirat de Fujairah als Emirats Àrabs Units, que porta de la ciutat del mateix nom on s'han celebrat diverses reunions del gabinet federal. La ciutat no és molt important; és un poble pescador amb poc més de 1000 habitants. L'embassament de Wadi Zikt es troba a uns 8 km a l'oest i és un dels més grans de Fujairah.
La regió limita al nord amb la regió de Diba (formada per tres parts, una de Fujairah que és la situada més al sud; una de Sharjah, al nord-oest de l'anterior; i una d'Oman, al nord de l'anterior i a la península de Musandan) que en la part pertanyent a Sharjah fa frontera amb Oman; a l'oest amb Ras al-Khaimah (la part nord de l'emirat), amb Sharjah i amb l'enclavament de Manama (Ajman); i al sud amb el districte d'Huwaylat (part sud de l'emirat de Ras al-Khaimah) i Khor Fakkan (que pertany a Sharjah). A la zona on s'uneixen les fronteres d'Oman (al Ras Musandan), Ras al-Khaimah i Fujairah, es troba el Djabal Yibir de 1525 metres, el punt més alt dels emirats.
La ciutat, situada a l'oest del cap de Dadnah (Ras DadnahI) i de la punta Suwayfat Ash Sir, té al nord Rul Dadnah, a l'oest Ziqt; a l'est el golf d'Oman; i al sud Adgat i Sharm (més al sud hi ha Badiyah que és la darrera ciutat abans d'entrar en territori depenent de Sharjah al districte de Khor Fakkan). A la part sud, pel centre arriba fins a Masafi, i al sud-oest fins a Siji. El límit nord de la ciutat ve marcat pel wadi Dadnah.